# ФК Граничар Риђица
ФК „Граничар” је некадашњи фудбалски клуб из Риђице, општина Сомбор. Клуб је престао да постоји септембра 2023. године када је суспендован након неодласка на два гостовања у сезони 2023/24 Међуопштинске лиге Сомбор. 

## Историја
У једном тренутку, 1935. године у Риђици су постојали два фудбалска клуба, Спортски Клуб „Ватрогасна омладина” и „Риђички Спортки Клуб” који ће се заједно у сезони 1935/36. године наћи у најнижем степену фудбалског такмичења Краљевине Југославије. Како су два клуба била превелика за мало место као што је Риђица, они су се лета 1936. године фузионисати у Спортски Клуб „Север”. После само два одиграна кола јесењег дела првенства 1937. године екипа „Север”-а из Риђице је напустила такмичење (скор је био 2 1 0 1 3:4 2) и расформирала се. Почетком августа 1939. године поново ће се покренути Риђички Спортки Клуб али ће се одустати на самом почетку такмичења у Дунавској групи. Риђички СК ће се поново покренути у сезони 1940/41. и наступити у последњем рангу такмичења заједно са екипом Електра из Гакова, Радничким из Сомбора и Дунавом из Бачког Моноштора.

## Историја Граничара
После колонизције народа Далмације у Риђицу, фудбалски клуб покренут је 1946. године под новим именом Граничар". Једну од својих првих пријатељских утакмица Граничар је 1946. године одиграо у Бездану против истоимене екипе и доживео убедљив пораз 11:0 . Две године касније, 1948. године риђичани се укључују у Сомборско среско такмичење. На крају сезоне 1969/70. Граничар је делио друго место са Кордуном из Кљајићева у Подручној лиги Сомбор. Међутим, Фудбалски савез подручја Сомбор одлучио је да Граничар због неиспуњавања услова за такмичење (недостатак свлачионица, купатила и других пратећих објеката) не може учествовати у квалификацијама за улазак у Бачку фудбалску лигу. Риђичани су се тада нашли у тешкој ситуацији — пред расформирањем. Велики број играча тада је напустио клуб и придружио се углавном сомборским фудбалским екипама („ПИК Сомбор” и ОФК „Сомбор”). Уместо њих, у квалификације је отишао Кордун, али је тамо поражен од Радничког из Раткова.
Свакако један од највећих клупских успеха десио се 21. маја 1981. године када је Граничар освојио Југословенски Куп за клубове Фудбалског савеза подручја Сомбор. У финалу које се одиграло у Риђици, домаћи Граничар је пред 1500 људи, головима Узелца, Швеље и Шоргића (2 гола) поразио ОФК Оџаке са 4:0 (3:0). Победничка екипа је наступила у саставу: Варга, Олујић, Швељо, Штрбац, Јапунџић, Баљак, Узелац (Бијелац), Шоргић, Радић, Видић (Веселиновић), Милић. У наредном колу, у осмини финала купа Војводине, Граничар је поражен на свом терену од Радничког из Зрењанина 0:1 (0:1).
У сезони 2004/05. фудбалски клуб из Риђице је после седам кола Међуопштинске лиге — 2. разред избачен из лиге јер није отишао на два гостовања (у Свилојево и Бачки Брег).
Поводом 60. годиња од оснивања фудбалског клуба Граничар, 16. августа 2006. године у Риђици је гостовала новосадска Војводина.
Након утакмице 18 кола Подручне лиге Сомбор 27. марта 2010. године када је у Риђици гостовала екипа Борца из Бачког Грачаца, дугогодишњи спортки радник из Риђице, на тој утакмици комесар за безбедност, Рајко Павасовић, доживео је инфартк, пао и преминуо на лицу  места . 
Након пет одиграних кола МФЛ Сомбор у сезони 2023/24. ФК Граничар је аутоматски суспендован из даљег такмичења пошто није отишао на два гостовања, најпре у Оџаке а затим и у Српски Милетић. 

## Стадион
Данашње фудбалско игралиште поред железничке станице подигнуто је 1932. године када су засађене и тополе око игралишта. Фудбалски терен стоји у правцу север-југ док су на његовој источној страни „трибине” земљани бент.

## Ривалство са ФК Станишић
- Дерби Дела далматина

## Успеси
Највећи успех забележио је у сезони 1983/84. Тада се екипа из Риђице пласирала у Бачку лигу. Надметали су се у овој конкуренцији чак четири године.
- Подручна лига Сомбор
Другопласиран: 1969/70, 1980/81.
- МОЛ - 1. разред (5)
Освајач: 1965/66, 1969/70, 1973/74, 1979/80[10], 2006/07.
- МФЛ — 2. разред (4)
Освајач: 1956/57, 1962/63, 2020/21, 2022/23[11].
- Куп ПФС Сомбор (2)
Освајач: 1981, 1989.

## Председници клуба
- 2012 - 2014  Дејан Андрић
- 2014 - 2019  Лазар Видић
- 2019 -  Зоран Гњатовић

## Познати бивши играчи
- Анђелко Маринковић (1948) - освајач шампионске титуле са ФК Војводина у сезони 1965/66.
- Гојко Тривић (1967—2000)
- Саша Павић
- Мирослав Гагић
- Владимир Кожул
- Огњен Швељо (1992)

## Занимљивости
- У другом колу фудбалског купа на територији Сомборске општине 1984. године Граничар је головима Доброте и Баљака (оба по 3), Гужвице, Веселиновића и Видића (по 2), Сеовића и Нађа (по један) победила чонопљанску Слогу 14:1[12].

## Хронологија риђичког фудбалског клуба по сезонама
| Историја по сезонама | Историја по сезонама | |
| --- | --- | --- |
| \| - 1946: Оснивање клуба Граничар. - 1953/54: Сомборски подсавез — II разред. - 1954/55: Сомборски подсавез — II разред, II група (6 ранг). - 1955/56: Сомборски подсавез — II разред. II група (6 ранг). - 1956/57: Сомборски подсавез — II разред, I група (6 ранг). - 1957/58: Сомборски подсавез — II разред, I група (6 ранг). - 1958/59: Сомборски подсавез — II разред, I група (6 ранг). - 1959/60: Сомборски подсавез — II разред, I група (6 ранг). - 1960/61: Сомборски подсавез — II разред, I група (6 ранг). - 1961/62: Сомборски подсавез — II разред, I група (6 ранг). - 1962/63: Сомборски подсавез — II разред, Сомбор (6 ранг)). - 1963/64: Општинска лига — I група (6 ранг). - 1964/65: Општинска лига — II разред (7 ранг). - 1965/66: Међуопштинска лига — I разред (7 ранг). - 1966/67: Подручна лига Сомбор (5 ранг). - 1967/68: Подручна лига Сомбор (5 ранг). - 1968/69: Подручна лига Сомбор (5 ранг). - 1969/70: Подручна лига Сомбор (5 ранг). - 1970/71: Подручна лига Сомбор (5 ранг). - 1971/72: Подручна лига Сомбор (5 ранг). - 1972/73: Подручна лига Сомбор (5 ранг). - 1973/74: Подручна лига Сомбор (5 ранг). - 1974/75: Бачка лига (4 ранг). \| - 1975/76: Јединствена лига Сомборског подсавеза (4 ранг). - 1976/77: Јединствена лига Сомборског подсавеза (4 ранг). - 1977/78: Јединствена лига Сомборског подсавеза (4 ранг). - 1978/79: Међуопштинска лига 1. разред (6 ранг). (5 ранг). - 1979/80: Међуопштинска лига 1. разред (6 ранг). (5 ранг). - 1980/81: Јединствена лига Сомборског подсавеза (4 ранг). - 1981/82: Јединствена лига Сомборског подсавеза (4 ранг). - 1982/83: Јединствена лига Сомборског подсавеза (4 ранг). - 1983/84: Бачка лига (4 ранг). - 1984/85: Бачка лига (4 ранг). - 1985/86: Бачка лига (4 ранг). - 1986/87: Бачка лига (4 ранг). - 1987/88: Подручна лига Сомбор (5 ранг). - 1988/89: Подручна лига Сомбор (6 ранг). - 1989/90: Подручна лига Сомбор (6 ранг). - 1990/91: Подручна лига Сомбор (6 ранг). - 1991/92: Подручна лига Сомбор (6 ранг). - 1992/93: Подручна лига Сомбор (6 ранг). - 1993/94: Подручна лига Сомбор (6 ранг). - 1994/95: Подручна лига Сомбор (6 ранг). - 1995/96: Подручна лига Сомбор (5 ранг). - 1996/97: Подручна лига Сомбор (5 ранг). - 1997/98: Подручна лига Сомбор (5 ранг). \| - 1998/99: Подручна лига Сомбор (5 ранг). - 1999/00: Подручна лига Сомбор (5 ранг). - 2000/01: Подручна лига Сомбор (5 ранг). - 2001/02: Подручна лига Сомбор (5 ранг). - 2002/03: Међуопштинска лига 1. разред (6 ранг). - 2003/04: Међуопштинска лига Сомбор (7 ранг). - 2004/05: После 4 одиграна кола клуб се гаси. - 2005/06: Међуопштинска лига Сомбор (6 ранг). - 2006/07: Међуопштинска лига Сомбор (6 ранг). - 2007/08: Подручна лига Сомбор (5 ранг). - 2008/09: Подручна лига Сомбор (5 ранг). - 2009/10: Подручна лига Сомбор (5 ранг). - 2010/11: Подручна лига Сомбор (5 ранг). - 2011/12: Подручна лига Сомбор (5 ранг). - 2012/13: Подручна лига Сомбор (5 ранг). - 2013/14: Међуопштинска лига Сомбор (6 ранг). - 2014/15: Подручна лига Сомбор (5 ранг). - 2015/16: Међуопштинска лига 1. разред (6 ранг). - 2016/17: Међуопштинска лига 1. разред (6 ранг). - 2017/18: Међуопштинска лига 1. разред (6 ранг). - 2018/19: Међуопштинска лига 2. разред (7 ранг). - 2019/20: Међуопштинска лига 2. разред (7 ранг). - 2020/21: Међуопштинска лига 2. разред (7 ранг). - 2021/22: Међуопштинска лига 1. разред (6 ранг). \| | | |
| - 1946: Оснивање клуба Граничар. - 1953/54: Сомборски подсавез — II разред. - 1954/55: Сомборски подсавез — II разред, II група (6 ранг). - 1955/56: Сомборски подсавез — II разред. II група (6 ранг). - 1956/57: Сомборски подсавез — II разред, I група (6 ранг). - 1957/58: Сомборски подсавез — II разред, I група (6 ранг). - 1958/59: Сомборски подсавез — II разред, I група (6 ранг). - 1959/60: Сомборски подсавез — II разред, I група (6 ранг). - 1960/61: Сомборски подсавез — II разред, I група (6 ранг). - 1961/62: Сомборски подсавез — II разред, I група (6 ранг). - 1962/63: Сомборски подсавез — II разред, Сомбор (6 ранг)). - 1963/64: Општинска лига — I група (6 ранг). - 1964/65: Општинска лига — II разред (7 ранг). - 1965/66: Међуопштинска лига — I разред (7 ранг). - 1966/67: Подручна лига Сомбор (5 ранг). - 1967/68: Подручна лига Сомбор (5 ранг). - 1968/69: Подручна лига Сомбор (5 ранг). - 1969/70: Подручна лига Сомбор (5 ранг). - 1970/71: Подручна лига Сомбор (5 ранг). - 1971/72: Подручна лига Сомбор (5 ранг). - 1972/73: Подручна лига Сомбор (5 ранг). - 1973/74: Подручна лига Сомбор (5 ранг). - 1974/75: Бачка лига (4 ранг). | - 1975/76: Јединствена лига Сомборског подсавеза (4 ранг). - 1976/77: Јединствена лига Сомборског подсавеза (4 ранг). - 1977/78: Јединствена лига Сомборског подсавеза (4 ранг). - 1978/79: Међуопштинска лига 1. разред (6 ранг). (5 ранг). - 1979/80: Међуопштинска лига 1. разред (6 ранг). (5 ранг). - 1980/81: Јединствена лига Сомборског подсавеза (4 ранг). - 1981/82: Јединствена лига Сомборског подсавеза (4 ранг). - 1982/83: Јединствена лига Сомборског подсавеза (4 ранг). - 1983/84: Бачка лига (4 ранг). - 1984/85: Бачка лига (4 ранг). - 1985/86: Бачка лига (4 ранг). - 1986/87: Бачка лига (4 ранг). - 1987/88: Подручна лига Сомбор (5 ранг). - 1988/89: Подручна лига Сомбор (6 ранг). - 1989/90: Подручна лига Сомбор (6 ранг). - 1990/91: Подручна лига Сомбор (6 ранг). - 1991/92: Подручна лига Сомбор (6 ранг). - 1992/93: Подручна лига Сомбор (6 ранг). - 1993/94: Подручна лига Сомбор (6 ранг). - 1994/95: Подручна лига Сомбор (6 ранг). - 1995/96: Подручна лига Сомбор (5 ранг). - 1996/97: Подручна лига Сомбор (5 ранг). - 1997/98: Подручна лига Сомбор (5 ранг). | - 1998/99: Подручна лига Сомбор (5 ранг). - 1999/00: Подручна лига Сомбор (5 ранг). - 2000/01: Подручна лига Сомбор (5 ранг). - 2001/02: Подручна лига Сомбор (5 ранг). - 2002/03: Међуопштинска лига 1. разред (6 ранг). - 2003/04: Међуопштинска лига Сомбор (7 ранг). - 2004/05: После 4 одиграна кола клуб се гаси. - 2005/06: Међуопштинска лига Сомбор (6 ранг). - 2006/07: Међуопштинска лига Сомбор (6 ранг). - 2007/08: Подручна лига Сомбор (5 ранг). - 2008/09: Подручна лига Сомбор (5 ранг). - 2009/10: Подручна лига Сомбор (5 ранг). - 2010/11: Подручна лига Сомбор (5 ранг). - 2011/12: Подручна лига Сомбор (5 ранг). - 2012/13: Подручна лига Сомбор (5 ранг). - 2013/14: Међуопштинска лига Сомбор (6 ранг). - 2014/15: Подручна лига Сомбор (5 ранг). - 2015/16: Међуопштинска лига 1. разред (6 ранг). - 2016/17: Међуопштинска лига 1. разред (6 ранг). - 2017/18: Међуопштинска лига 1. разред (6 ранг). - 2018/19: Међуопштинска лига 2. разред (7 ранг). - 2019/20: Међуопштинска лига 2. разред (7 ранг). - 2020/21: Међуопштинска лига 2. разред (7 ранг). - 2021/22: Међуопштинска лига 1. разред (6 ранг). |